# Lendon Gray
Pour les articles homonymes, voir Gray.
Lendon Fentress Gray (née le 13 avril 1949) est une championne américaine de dressage autrice d'ouvrages et ancienne cavalière de Seldom Seen (en).
Gray est née à Old Town, dans le Maine, et a commencé à monter à cheval et à concourir dès son plus jeune âge, à l'origine dans les centres équestres d'équitation western et en hunter. Elle a concouru au niveau national lors des rallyes de Poney Club. Elle a fréquenté la Foxhollow School for Girls puis le Sweet Briar College, où elle s'est formée à l'équitation hunter sous la direction de Paul D. Cronin.

## Jeux olympiques
En 1975, Gray a commencé à monter Seldom Seen, un petit cheval croisé Connemara et Pur-sang de 1,47 m. Le couple a participé aux épreuves de dressage FEI jusqu'au niveau Grand Prix entre 1977 et 1987. Sur Seldom Seen et quatre autres chevaux, Gray a remporté cinq médailles d'or aux festivals olympiques américains,. Gray s'est qualifiée parmi l'équipe olympique américaine de 1980, mais n'a pas concouru en raison du boycott des Jeux olympiques d'été de 1980 à Moscou, en Russie, par le Comité olympique américain. Elle était l'une des 461 athlètes à recevoir une médaille d'or du Congrès.

## Dressage
Gray a représenté les États-Unis aux Championnats du monde de dressage en 1978 et à la Coupe du monde de dressage en 1991 à Paris. En 1980, Gray montait Beppo, un hongre Holsteiner, pour l'équipe américaine lors de l'épreuve de dressage des Jeux olympiques alternatifs à Goodwood House, dans le Sussex de l'Ouest, en Angleterre,. En 1988, elle a concouru en dressage dans Later On avec l'équipe équestre des États-Unis aux Jeux olympiques de 1988 à Séoul,.
Gray est instructeur et clinicien de la Fédération américaine de dressage, ainsi que l'un des fondateurs du programme à but non lucratif Emerging Dressage Athlete Program destiné aux jeunes cavaliers,,. Elle a été intronisée au Temple de la renommée de l'USDF en 2011,.

## Publications
- Lessons with Lendon: 25 Progressive Dressage Lessons Take You from Basic "Whoa and Go" to Your First Competition (Popular Training Series from Practical Horseman). Knight Equestrian Books, 2003[14]